# Vladimir Pokhilko
Vladimir Pokhilko, né en 1954 en Union soviétique et retrouvé mort le 22 septembre 1998, est un entrepreneur russe et chercheur en informatique spécialisé dans l'interaction homme-machine.

## Biographie
Dans les années 1980, Pokhilko, ami de Alekseï Pajitnov, participe activement au développement technique et commercial du jeu Tetris, dont Pajitnov est le créateur. Pokhilo est également le premier a conduire des expériences psychologiques en utilisant Tetris.
En 1989, il crée avec Pajitnov la mystérieuse société AnimaTek à Moscou, spécialisée dans les technologies 3D.
Alors qu'il souffre de difficultés financières, il est retrouvé mort le 22 septembre 1998, aux côtés des corps de sa femme et de son fils, qu'il a tués avant de se suicider. Une note est retrouvée près de son corps, où il est écrit : « I've been eaten alive. Vladimir. Just remember that I am exist. The davil. »

## Ludographie
- Tetris